# バイロン・ハスキン
バイロン・ハスキン（Byron Conrad Haskin, 1899年4月22日 - 1984年4月16日）は、アメリカ合衆国の特殊効果スタッフ、映画監督。
オレゴン州ポートランド出身。カリフォルニア大学バークレー校卒業後、ワーナー・ブラザースで特殊効果スタッフとして働く。1939年の第12回アカデミー賞から4年連続でアカデミー特殊効果賞にノミネートされた。
1940年代から映画監督に転向、特殊効果スタッフの経験を生かして、主にSF映画を撮った。特に、ジョージ・パルとの共同作業で数本のSF映画を制作、そのうちの1つ『宇宙戦争』でSF映画史上にその名を残している。

## 主な作品

### 監督
- 恋は手品の他 Ginsberg the Great (1927)
- 北大西洋 Action in them North Atlantic (1943) ※クレジット無し
- 暗黒街の復讐 I Walk Alone (1948)
- 宝島 Treasure Island (1950)
- 鉄路に賭ける男 Denver and Rio Grande (1952)
- 宇宙戦争 The War of the Worlds (1953)
- 海賊島 Long John Silver (1954)
- 白人酋長 His Majesty O'Keefe (1954)
- 黒い絨毯 The Naked Jungle (1954)
- 宇宙征服 Conquest of Space (1955)
- 宇宙冒険旅行 From the Earth to the Moon (1958)
- スカイジャック Jet Over the Atlantic (1959)
- 機甲兵団 Armored Command (1961)
- キャプテン・シンドバッド Captain Sindbad (1963)
- アウター・リミッツ The Outer Limits (1963) テレビドラマ
- 火星着陸第1号 Robinson Crusoe on Mars (1964)
- ザ・パワー The Power (1968)

### 特殊効果
- 真夏の夜の夢 A Midsummer Night's Dream (1935)
- 無法者の群 Dodge City (1939)
- 女王エリザベス The Private Lives of Elizabeth and Essex (1939)
- 彼奴は顔役だ! The Roaring Twenties (1939)
- シー・ホーク The Sea Hawk (1940)
- 夜までドライブ They Drive by Night (1940)
- カンサス騎兵隊 Santa Fe Trail (1940)
- ハイ・シェラ High Sierra (1941)
- 海の狼 The Sea Wolf (1941)
- 偉大な嘘 The Great Lie (1941)
- 空軍の暴れん坊 Captains of the Clouds (1942)
- パナマの死角 Across the Pacific (1942)
- 戦場を駈ける男 Desperate Journey (1942)
- 渡洋爆撃隊 Passage to Marseille (1944)
- 毒薬と老嬢 Arsenic and Old Lace (1944)